# هاكيندا هايهتس (كاليفورنيا)
هاكيندا هايهتس (بالإنجليزية: Hacienda Heights CDP, California)‏ هي منطقة سكنية تقع بولاية كاليفورنيا في الولايات المتحدة. تبلغ مساحتها 28.962 كم2، وترتفع عن سطح البحر 138 م، بلغ عدد سكانها 54,038 نسمة في عام 2010 حسب إحصاء مكتب تعداد الولايات المتحدة وتصل الكثافة السكانية فيها 1,865.8 نسمة لكل كيلومتر مربع (4,832.4/ميل2).

## التركيبة السكانية
حدّد مكتب تعداد الولايات المتحدة بيانات التركيبة السكانية لهاكيندا هايهتس في تعداد الولايات المتحدة. في ما يلي، التركيبة السكانية حسب تعدادي 2000 و2010.

### تعداد عام 2000
بلغ عدد سكان هاكيندا هايهتس 53,122 نسمة بحسب تعداد عام 2000، وبلغ عدد الأسر 15,993 أسرة وعدد العائلات 13,420 عائلة مقيمة في المنطقة السكنية. في حين سجلت الكثافة السكانية 1,834.2 نسمة لكل كيلومتر مربع (4,750.6/ميل2). وبلغ عدد الوحدات السكنية 16,358 وحدة بمتوسط كثافة قدره 564.8 لكل كيلومتر مربع (1,462.8/ميل2).
وتوزع التركيب العرقي للمنطقة السكنية بنسبة 41.03% من البيض و1.55% من الأمريكيين الأفارقة و0.72% من الأمريكيين الأصليين و36.09% من الأمريكيين ذوي الأصول الآسيوية و0.12% من سكان جزر المحيط الهادئ و16.60% من الأعراق الأخرى و3.88% من عرقين مختلطين أو أكثر و38.25% من الهسبانيون أو اللاتينيون من أي عرق.
بلغ عدد الأسر 15,993 أسرة كانت نسبة 43.2% منها لديها أطفال تحت سن الثامنة عشر تعيش معهم، وبلغت نسبة الأزواج القاطنين مع بعضهم البعض 65.8% من أصل المجموع الكلي للأسر، ونسبة 12.5% من الأسر كان لديها معيلات من الإناث دون وجود شريك، بينما كانت نسبة 5.6% من الأسر لديها معيلون من الذكور دون وجود شريكة وكانت نسبة 16.1% من غير العائلات. تألفت نسبة 12.6% من أصل جميع الأسر من عدة أفراد يعيشون في نفس المنزل ونسبة 5.2% كانت تتألف من شخص يعيش بمفرده يبلغ من العمر 65 عاماً أو أكثر. وبلغ متوسط حجم الأسرة المعيشية 3.32، أما متوسط حجم العائلات فبلغ 3.58.
بلغ العمر الوسطي للسكان 36.9 عاماً. وكانت نسبة 25.2% من القاطنين تحت سن الثامنة عشر، وكانت نسبة 9.3% بين الثامنة عشر والرابعة والعشرين عاماً، ونسبة 27.9% كانت واقعةً في الفئة العمرية ما بين الخامسة والعشرين والرابعة والأربعين عاماً، ونسبة 25.6% كانت ما بين الخامسة والأربعين والرابعة والستين، ونسبة 11.9% كانت ضمن فئة الخامسة والستين عاماً فما فوق. يوجد لكل 100 أنثى 96.0 ذكر، ويوجد لكل 100 أنثى في الثامنة عشر من عمرها فما فوق 93.2 ذكر.
بلغ متوسط دخل الأسرة في المنطقة السكنية 59,485 دولارًا، أما متوسط دخل العائلة فبلغ 62,827 دولارًا. وكان متوسط دخل الذكور 41,238 دولارًا مقابل 31,563 دولارًا للإناث. وسجل دخل الفرد الخاص بالمنطقة السكنية 21,893 دولارًا. وكانت نسبة 7.3% من العائلات ونسبة 9.3% من السكان تحت خط الفقر، وكان من هؤلاء نسبة 10.8% تحت سن الثامنة عشر ونسبة 10.1% في الخامسة والستين من العمر وما فوق.

### تعداد عام 2010
بلغ عدد سكان هاكيندا هايهتس 54,038 نسمة بحسب تعداد عام 2010، وبلغ عدد الأسر 16,193 أسرة وعدد العائلات 13,506 عائلة مقيمة في المنطقة السكنية. في حين سجلت الكثافة السكانية 1,865.8 نسمة لكل كيلومتر مربع (4,832.4/ميل2). وبلغ عدد الوحدات السكنية 16,650 وحدة بمتوسط كثافة قدره 574.9 لكل كيلومتر مربع (1,489.0/ميل2).
وتوزع التركيب العرقي للمنطقة السكنية بنسبة 40.48% من البيض و1.37% من الأمريكيين الأفارقة و0.58% من الأمريكيين الأصليين و37.13% من الأمريكيين ذوي الأصول الآسيوية و0.18% من سكان جزر المحيط الهادئ و17.02% من الأعراق الأخرى و3.23% من عرقين مختلطين أو أكثر و45.54% من الهسبانيون أو اللاتينيون من أي عرق.
بلغ عدد الأسر 16,193 أسرة كانت نسبة 38.2% منها لديها أطفال تحت سن الثامنة عشر تعيش معهم، وبلغت نسبة الأزواج القاطنين مع بعضهم البعض 62.7% من أصل المجموع الكلي للأسر، ونسبة 14.4% من الأسر كان لديها معيلات من الإناث دون وجود شريك، بينما كانت نسبة 6.3% من الأسر لديها معيلون من الذكور دون وجود شريكة وكانت نسبة 16.6% من غير العائلات. تألفت نسبة 13% من أصل جميع الأسر من عدة أفراد يعيشون في نفس المنزل ونسبة 6.5% كانت تتألف من شخص يعيش بمفرده يبلغ من العمر 65 عاماً أو أكثر. وبلغ متوسط حجم الأسرة المعيشية 3.33، أما متوسط حجم العائلات فبلغ 3.59.
بلغ العمر الوسطي للسكان 40.1 عاماً. وكانت نسبة 22% من القاطنين تحت سن الثامنة عشر، وكانت نسبة 9.6% بين الثامنة عشر والرابعة والعشرين عاماً، ونسبة 25.2% كانت واقعةً في الفئة العمرية ما بين الخامسة والعشرين والرابعة والأربعين عاماً، ونسبة 27.9% كانت ما بين الخامسة والأربعين والرابعة والستين، ونسبة 15.4% كانت ضمن فئة الخامسة والستين عاماً فما فوق. وتوزع التركيب الجنسي للسكان بنسبة 48.7% ذكور و51.3% إناث.